# Drávafok
Drávafok is een plaats (község) en gemeente in het Hongaarse comitaat Baranya. Drávafok telt 541 inwoners (2001).

## Bezienswaardigheden
Drávafok is een klein plaatsje, dat twee monumentale kerken herbergt. De Gereformeerde kerk stamt uit 1863, en de Katholieke St.  Ladislaus kerk in de stad stamt uit 1949. Er is een treinstation, maar het treinverkeer van de MÁV werd na de grote spoorhervormingen van 2006 uiteindelijk in 2007 gestaakt.

## Trivia
Het plaatsje speelde op 3 september 2016 een rol in de aflevering van het televisieprogramma Ik Vertrek van de AVROTROS. Sjaak en Irma emigreerden naar Hongarije, van Tweede Exloërmond naar Drávafok.